# 제73회 로카르노 영화제
제73회 로카르노 영화제는 2020년 8월 5일에 열린 시상식이다.

## 수상 및 후보

### 미래의 표범 - 최우수 국제 단편영화상
- 아이 랜 프롬 잇 앤드 워즈 스틸 인 잇 - 다롤 올루 카예 수상

### 미래의 표범 - 우수 국제 단편영화상
- 히스토리 오브 시빌라이제이션 - 쟌낫 알샤노바 수상

### 미래의 표범 - 최우수 스위스 단편영화상
- 피플 온 새터데이 - 조나스 울리치 수상

### 미래의 표범 - 우수 스위스 단편영화상
- 블랙 홀 - 트리스탄 에이몬 수상

### 미래의 표범- 특별언급
- 라이프 온 더 혼 - 모 하라위 수상

### 미래의 표범 - Medien Patent Verwaltung AG 상
- 어 트립 투 헤븐 - 린 두옹 수상

### 미래의 표범 - 스위스 신인감독상
- 샐먼 맨 - 베로니카 L. 몬타뇨 외 2명 수상

### 내일의 영화 - 최우수 국제 프로젝트
- 초코바 - 루크레시아 마르텔 수상

### 내일의 영화 - 최우수 스위스 프로젝트
- ZAHORI - Mari Alessandrini 수상

### 내일의 영화 - Campari Award
- Savagery - 미겔 고미쉬 수상

### 내일의 영화 - Swatch Award
- The Fabric of the Human Body - 베레나 파라벨 수상

### 내일의 영화 - SRG SSR Award
- LUX - Raphael Dubach 외 1명 수상

### 청년비평가상 - 최우수 국제 단편영화상(미래의 표범)
- 아닌스리 뎅 - 랏차뿜 분번차초케 수상

### 청년비평가상 - 최우수 스위스 단편영화상(미래의 표범)
- 블랙 홀 - 트리스탄 에이몬 수상

### 청년비평가상 - 최우수 국제 프로젝트(내일의 영화)
- Cidade;Campo - 줄리아나 로자스 수상

### 청년비평가상 - 최우수 스위스 프로젝트(내일의 영화)
- Azor - 안드레아스 폰타나 수상

### 청년 비평가상 - 최우수 단편 영화상(오픈 도어즈 스크리닝)
- 선물 - 아딧야 아흐메드 수상

### 청년 비평가상 - 특별 언급(오픈 도어즈 스크리닝 단편)
- 라이어 랜드 - 아난스 수브라마니암 수상

### 청년 비평가상 - 특별 언급(오픈 도어즈 스크리닝 장편)
- 크래쉬 - 페페 디옥노 수상

### 청년 비평가상 - 삶의 질, 환경(내일의 영화)
- EUREKA - 리산드로 알론소 수상

### 청년 비평가상 - 삶의 질. 환경(오픈 도어즈 스크리닝 장편)
- 판촉 - 여준한 수상

### 미래의 표범
- 1978 - 함자 뱅가쉬
- 언 액트 오브 어펙션 - 비엣 부
- 아닌스리 뎅 - 랏차뿜 분번차초케
- 베들레헴 2001 - 이브라힘 핸달
- 디지털 퓨너럴: 베타 버전 - 소라요스 프라파판
- 어 보링 필름 - 마데 하산
- 피쉬 보울 - 응아보 엠마누엘
- 디 언신 리버 - 팜 응옥 란
- 그래머시 - 팻 헤이우드 외 1명
- 히어, 히어 - 조안 세사리오
- 히스토리 오브 시빌라이제이션 - 쟌낫 알샤노바
- 아이 랜 프롬 잇 앤드 워즈 스틸 인 잇 - 다롤 올루 카예
- 아이스메트랜드 파크 - 릴리아나 콜롬보
- 하우 아이 비트 글루 앤드 브론즈 - 블라디미르 불레비치
- 라이프 온 더 혼 - 모 하라위
- 멤비 - 라파엘 카스탄헤이라 파호지
- 노어 - 림 나클리
- 오 블랙 홀! - 레니 잔
- 파시피코 오스쿠로 - 카밀라 벨트란
- 랜드 랏 S7 - 압틴 사라비
- 플레이 솅겐 - 군힐드 엥예르
- 리턴 투 토야마 - 히라이 아츠시
- 스팟티드 옐로우 - 바란 사르마드
- 더 페러렐 스테이트 - 옥타브 첼라루
- 브레이크 - 레벤테 쾰체이
- 클라우드 오브 더 언노운 - 가오위안
- 더 치킨 - 네오 소라
- 디 엔드 오브 서퍼링 (어 프로포절) - 자클린 렌트조
- 어 트립 투 헤븐 - 린 두옹
- 쏘츠 온 더 퍼포즈 오브 프렌드쉽 - 찰리 힐하우스
- 웨어 투 랜드 - 스완디 그로스킨드
- 벅스 - 다비드 숑고
- 필 - 사무엘 패트히 외 1명
- 스피리츠 앤드 락스: 언 아조린 미스 - 알린 괴크멘
- 번트. 랜드 오브 파이어 - 벤 도나테오
- 샐먼 맨 - 베로니카 L. 몬타뇨 외 2명
- 메가몰 - 알린 쇼흐
- 피플 온 새터데이 - 조나스 울리치
- 나 밀라 - 데니스 페르난데스
- 푸시 디스 버튼 이프 유 비긴 투 패닉 - 가브리엘 보머
- 더 디 팩토 마터 스위트 - 쥐스틴 드 가스케
- 블랙 홀 - 트리스탄 에이몬
- 어 트러쉬 플래핑 잇츠 윙스 어게인스트 더 윈드 - 알렉상드르 알드만

### 오픈 도어즈 스크리닝
- 유령 - 빈센트 산도발
- 아탐부아 39 - 리리 리자
- 크래쉬 - 페페 디옥노
- 내 몸의 기억들 - 가린 누그로호
- 판촉 - 여준한
- 릴리아 쿤타파이의 6단계 법칙 - 앙트와넷 자다온
- 송랍 - 파리자 아즐리나 외 1명
- 텐더 아 더 피트 - 마웅 운나
- 사랑에 대해 이야기할 때 말하지 않는 것들 - 몰리 수리아
- 선물 - 아딧야 아흐메드
- 바빌론 - 키스 델리게로
- 하이웨이 - 지에 지 삼
- 라이어 랜드 - 아난스 수브라마니암
- 리슨 - 민 민 헤인
- 잠수부 - E. 델 문도
- 건강한 우리 마을 - 레가스 바누테자
- 온 프라이데이 눈 - 루키 호와나요기
- 더 루비 - 링 로우
- 보이드 - 엠지 본
- 마사지사 - 브리얀테 멘도사

### 내일의 영화
- 초코바 - 루크레시아 마르텔
- Cidade;Campo - 줄리아나 로자스
- The Fabric of the Human Body - 베레나 파라벨 외 1명
- Eureka - 리산드로 알론소
- Human Flowers of Flesh - 헬레나 위트만
- I Come From Ikotun - 왕빙
- When The Waves Are Gone - 라브 디아스
- Nowhere Near - 미코 레베르자
- Savagery - 미겔 고미쉬
- Azor - 안드레아스 폰타나
- A Piece of Sky - 마이클 코치
- Far West - 피에르-프란코시스 사우터
- A Flower in the Mouth - 에리크 보들레르
- L'Afrique des femmes - 모하메드 수다니
- Les Histoires d'amour de Liv S. - 안나 뤼프
- LUX - Raphael Dubach 외 1명
- Olga - 엘리 그레이프
- Unrest - Cyril Schaublin
- Zahori - Mari Alessandrini

### A Journey in the Festival’s History
- 독일 영년 - 로베르토 로셀리니
- 사랑의 집회 - 피에르 파올로 파졸리니
- 고뇌하는 땅 - 글라우버 로샤
- 샤를을 찾아라 - 알랭 타네
- 인베이전 - 휴고 산티아고
- 인 데인저 앤 딥 디스트레스, 더 미들웨이 스펠스 서튼 데스 - 알렉산더 클루게 외 1명
- 인디아 송 - 마르그리트 뒤라스
- 향기어린 악몽 - 키들랏 타히믹
- E Nachtlang Fuurland - 클레멘스 클로펜스타인
- 천국보다 낯선 - 짐 자무쉬
- 공포분자 - 에드워드 양
- 오 보보 - 조세 알바로 모라이스
- 7번째 대륙 - 미카엘 하네케
- 메트로폴리탄 - 위트 스틸먼
- 라파도 - 마르틴 레즈트만
- 인 더 네임 오브 크리스트 - 로저 노안 음바라
- 순수의 순간 - 모흐센 마흐말바프
- 호스 머니 - 페드로 코스타
- 노 홈 무비 - 샹탈 애커만
- M - 욜랑드 조베르만

### Through the Open Doors
- 메이드 인 방글라데시 - 루바이얏 호사인
- 넥타이 유스 - 시브스 숑위-라 메르
- 미소는 나의 것 - 루수단 치코니아
- 온 더 에지 - 레일라 키라니
- 겨울방학 - 리 홍치
- 테자 - 하일레 게리마
- 마데이누사 - 클로디아 로사
- 아이 엠 더 원 후 브링스 플라워즈 투 허 그레이브 - 하라 압달라
- 카이라트 - 다레잔 오미르바예프
- 밝음 - 술레이만 시세